# Bhadravati
Bhadravati (en canarés: ಭದ್ರಾವತಿ ) es una ciudad de la India en el distrito de Shimoga, estado de Karnataka.

## Geografía
Se encuentra a una altitud de 589 m s. n. m. a 263 km de la capital estatal, Bangalore, en la zona horaria UTC +5:30.

## Demografía
Según estimación 2011 contaba con una población de 167 269 habitantes.